# Explosió a l'Aeroport de Kabul del 2023
L'explosió a l'Aeroport de Kabul del 2023 va ser un atemptat suïcida en forma d'esclat produït el 1r de gener del 2023 a l'aeroport militar de Kabul, a uns 200 metres de l'Aeroport Internacional Hamid Karzai.

## Fets
L'atemptat es va dur a terme contra un lloc de vigilància a l'exterior de la zona militar de l'aeroport de Kabul. Es va produir vora les 8 del matí. El suïcida va ser més tard confirmat com un dels dos perpetradors de l'atemptat en un hotel de Kabul, que havia tingut lloc poques setmanes abans.

## Rerefons
Estat Islàmic de l'Iraq i el Llevant - Khorasan, la branca afganesa del grup gihadista Estat Islàmic, va reclamar l'atemptat l'endemà. Darrerament, ha augmentat la quantitat d'atacs per part del grup en qüestió a l'Afganistan d'ençà de la presa de poder dels talibans el 2021. En aquest cas, els objectius incloïen patrulles de talibans i membres de la minoria xiïta de l'Estat. Si bé els talibans refusen de creure-ho, Estat Islàmic Khorasan s'ha constituït com un dels perills més grans de l'estabilitat política a l'Afganistan.

## Conseqüències
Per culpa de l'explosió, moltes persones a l'Afganistan van resultar mortes o ferides. Pel que fa a la xifra precisa de víctimes, tot i que primerament es va difondre que hi havia hagut almenys 10 morts i 8 ferits, Estat Islàmic va declarar que hi van morir uns 20 soldats i en van quedar ferits uns altres 30. Amb tot, el govern interí dels talibans ha negat la veracitat de la informació aportada i ha afirmat que pròximament comunicaran el balanç oficial.